# Powłoka (materiałoznawstwo)
Powłoka - warstwa materiału wytworzona w sposób naturalny lub sztuczny albo nałożona sztucznie na powierzchnię przedmiotu wykonanego z innego materiału, w celu uzyskania określonych właściwości technicznych lub dekoracyjnych.

## Ogólne informacje
Powłoki ze względu na występowanie budowy warstwowej można podzielić na:
- powłoka jednowarstwowa (monowarstwa) - powłoka nałożona na podłoże w jednym procesie lub operacji technologicznej; składająca się tylko z jednej warstwy. Dodatkowo wyróżnia się:
  - powłoka jednoskładnikowa - zbudowana tylko z jednego materiału
  - powłoka wieloskładnikowa - zbudowana z wielu różnych materiałów.
- powłoka wielowarstwowa (multiwarstwowa) - powłoka składająca się z dwóch lub większej ilości materiałów. Dodatkowo wyróżnia się:
  - powłoka wielokrotna - składa się z dwóch lub większej ilości warstw tego samego materiału w ośrodkach technologicznych o nieznacznie różniących się własnościach fizykochemicznych
  - powłoka przekładana - składa się z kilku warstw różnych materiałów, ale jeden z nich występuje dwukrotnie i nie bezpośrednio po sobie[2].

## Klasyfikacja powłok

### Podział ze względu na użyty rodzaj materiału
| Materiał powłokowy | Rodzaje                     | Przykłady                                                  |
| ------------------ | --------------------------- | ---------------------------------------------------------- |
| Metal              | czyste metale powłokowe     | nikiel, chrom, glin, miedź, srebro, złoto itd.             |
| Metal              | stopy i kompozyty powłokowe | mosiądz, brąz itd.                                         |
| Niemetal           | związki metali podłoża      | tlenki, fosforany, szczawiany itd.                         |
| Niemetal           | farby                       | olejne, emulsyjne, lakierowe, wapienne itd.                |
| Niemetal           | lakiery                     | olejne, żywiczne, nitrocelulozowe itd.                     |
| Niemetal           | żywice                      | naturalne, sztuczne                                        |
| Niemetal           | emalie lakiernicze          | olejne, celulozowe itd.                                    |
| Niemetal           | emalie szkliste             | artystyczne, techniczne, podstawowe, kryjące               |
| Niemetal           | oleje                       | roślinne, mineralne, zwierzęce                             |
| Niemetal           | smary                       | stałe, ochronne                                            |
| Niemetal           | woski                       | naturalne, syntetyczne                                     |
| Niemetal           | cementy                     | organiczne, bitumiczne, smołowe, glejtowo-glicerynowe itd. |
| Niemetal           | asfalty                     | naturalne, pirogeniczne                                    |
| Niemetal           | materiały ceramiczne        | tlenki, węgliki, azotki i ich mieszaniny                   |
| Niemetal           | cermetale                   |                                                            |
| Niemetal           | tworzywa sztuczne           | polietylen, polistyren, poli(chlorek winylu) itd.          |
| Niemetal           | kauczuki                    | naturalne, syntetyczne                                     |
| Niemetal           | gumy                        | miękkie, twarde                                            |

### Podział ze względu na sposób wytworzenia
| Powłoki galwaniczne     | elektrolityczne | kąpielowe                      |
| Powłoki galwaniczne     | elektrolityczne | tamponowe                      |
| Powłoki galwaniczne     | chemiczne       | wymiana                        |
| Powłoki galwaniczne     | chemiczne       | kontakt                        |
| Powłoki galwaniczne     | chemiczne       | redukcja                       |
| Powłoki galwaniczne     | konwersyjne     | chemiczne                      |
| Powłoki galwaniczne     | konwersyjne     | elektrochemiczne               |
| Powłoki zanurzeniowe    | ogniowe         |                                |
| Powłoki zanurzeniowe    | malarskie       | zwykłe                         |
| Powłoki zanurzeniowe    | malarskie       | forezowe                       |
| Powłoki natryskowe      | cieplne         | płomieniowe                    |
| Powłoki natryskowe      | cieplne         | indukcyjne                     |
| Powłoki natryskowe      | cieplne         | oporowe                        |
| Powłoki natryskowe      | cieplne         | łukowe                         |
| Powłoki natryskowe      | cieplne         | plazmowe                       |
| Powłoki natryskowe      | cieplne         | detonacyjne                    |
| Powłoki natryskowe      | malarskie       | rozsmarowaniowe                |
| Powłoki natryskowe      | malarskie       | polewaniowe                    |
| Powłoki natryskowe      | malarskie       | natryskiwane pneumatycznie     |
| Powłoki natryskowe      | malarskie       | natryskiwane hydrodynamicznie  |
| Powłoki natryskowe      | malarskie       | natryskiwane elektrostatycznie |
| Powłoki platerowe       | dociskowe       | mechaniczne                    |
| Powłoki platerowe       | dociskowe       | wybuchowe                      |
| Powłoki platerowe       | natopieniowe    | napawane                       |
| Powłoki platerowe       | natopieniowe    | lutospawane                    |
| Powłoki platerowe       | natopieniowe    | elektroiskrowe                 |
| Powłoki krystalizacyjne | naparowane      |                                |
| Powłoki krystalizacyjne | napylane jonowo |                                |

### Podział ze względu na zastosowanie

#### Powłoki ochronne
Powłoki ochronne - powłoki zaprojektowane jedynie do ochrony powierzchni materiału przed szkodliwym wpływem otaczającego go środowiska i przed oddziaływaniem mechanicznym. Wyróżnia się:
- powłoki do ochrony czasowej - zabezpieczają materiał przed korozją podczas transportu, magazynowania lub w okresach między poszczególnymi operacjami technologicznymi
- powłoki do ochrony trwałej - zabezpieczają materiał przed korozją w warunkach eksploatacji. W przypadku gdy zarówno powłoka jak i chronione podłoże są metalem, można dodatkowo wyróżnić:
  - powłoki katodowe - powłoki wykonane z metalu, którego potencjał elektrodowy w warunkach danego środowiska korozyjnego jest bardziej elektrododatni, niż potencjał materiału podłoża. Chronią podłoże tylko jeżeli są szczelne.  Osobny artykuł: Ochrona katodowa.
  - powłoki anodowe - powłoki wykonane z metalu, który w danym środowisku korozyjnym wykazuje potencjał niższy, niż podłoże. Chronią podłoże nawet jak ulegną zniszczeniu.  Osobny artykuł: Ochrona anodowa.

#### Powłoki dekoracyjne
Powłoki dekoracyjne - powłoki mające na celu nadać przedmiotowi estetyczny wygląd zewnętrzny, o którym decydują przede wszystkim odpowiednia barwa, połysk, odporność na pokrywanie się nalotem i faktura powierzchni.

#### Powłoki ochronno-dekoracyjne
Powłoki ochronno-dekoracyjne - powłoki służące do zabezpieczenia materiału przed korozją, nieznacznymi uszkodzeniami mechanicznymi, jak i nadanie atrakcyjnego wyglądu powierzchni.

#### Powłoki techniczne
Powłoki techniczne - powłoki służące do nadania materiałowi określonych własności fizycznych (mechanicznych, elektrycznych, termicznych itd.). Dzieli się je na:
- poprawiające własności tribologiczne - powłoki najczęściej poprawiające twardość i odporność na ścieranie
- poprawiające własności elektryczne - powłoki poprawiające przewodność elektryczną styków
- poprawiające własności termofizyczne - powłoki zmieniające odporność na działanie wysokich temperatur, własności emisyjnych i przewodność cieplną materiałów.
- powłoki technologiczne - powłoki służące do poprawy właściwości półwyrobów w trakcie realizacji procesu technologicznego wytwarzania lub chroniące przed dyfuzją niepożądanych składników.
  - poprawiające zdolność lutowania
  - zabezpieczające przed dyfuzją
- powłoki regeneracyjne - powłoki służące do odtworzenia pierwotnego wymiaru, kształtu częściowo zużytego elementu.
- powłoki katalityczne - powłoki zmieniające szybkość zachodzenia reakcji w materiałach z otaczającym go gazem lub powodujące zmianę temperatur zachodzenia danych reakcji.
- powłoki optyczne - powłoki zmieniające własności optyczne materiałów, takie jak połysk powierzchni, pochłanianie/odbijanie danych zakresów promieniowania elektromagnetycznego[3].

## Właściwości powłok
| Parametry                    | Rodzaj                              |
| ---------------------------- | ----------------------------------- |
| geometryczne                 | grubość                             |
| geometryczne                 | struktura stereometryczna           |
| geometryczne                 | nierówności powierzchni             |
| geometryczne                 | wady struktury stereometrycznej     |
| geometryczno-fizykochemiczne | energetyczne                        |
| geometryczno-fizykochemiczne | promienne                           |
| geometryczno-fizykochemiczne | katalityczne                        |
| geometryczno-fizykochemiczne | termofizyczne                       |
| fizykochemiczne              | struktura                           |
| fizykochemiczne              | naprężenia własne                   |
| fizykochemiczne              | przyczepność                        |
| fizykochemiczne              | twardość                            |
| fizykochemiczne              | plastyczność i elastyczność         |
| fizykochemiczne              | własności elektryczne i magnetyczne |
| eksploatacyjne               | odporność korozyjna                 |
| eksploatacyjne               | porowatość                          |
| eksploatacyjne               | pęcznienie                          |
| eksploatacyjne               | przepuszczalność                    |
| dekoracyjne                  | wygląd zewnętrzny                   |
| dekoracyjne                  | barwa                               |
| dekoracyjne                  | połysk                              |
| dekoracyjne                  | zdolność krycia                     |